# Berdeniella manicata
Berdeniella manicata är en tvåvingeart som först beskrevs av Tonnoir 1919.  Berdeniella manicata ingår i släktet Berdeniella och familjen fjärilsmyggor. Inga underarter finns listade i Catalogue of Life.